# Joseph Mercer
Joseph Mercer es un personaje ficticio de Disney que aparece en la saga de películas Piratas del Caribe. Es el guardaespaldas y mano derecha de Lord Cutler Beckett. Tiene un carácter sumamente fuerte y sigue las órdenes de su superior sin dudar de ellas. Es interpretado por David Schofield.

## Historia del personaje
Mercer es el guardaespaldas y mano derecha de Lord Cutler Beckett. Tiene un carácter sumamente fuerte y no le tiene piedad a nadie. Aparentemente sigue las órdenes de Cutler Beckett y no duda en matar y asesinar para no manchar el nombre de su jefe. Al parecer tiene bastante antipatía hacia James Norrington y Davy Jones. 
Mercer aparece por primera vez escoltando a Lord Cutler Beckett en la segunda película, entregando las órdenes de arresto. Más tarde es visto asesinando al capitán Hawkings en el muelle y atacando y arrestando al gobernador Swann. Es visto de nuevo en la isla de Tortuga espiando a James Norrington.
En la tercera película de la saga (Piratas del Caribe 3: En el fin del mundo) es visto por primera vez dirigiendo una invasión en secreto en Singapur y espiando la reunión de los piratas. Después de conseguir la suficiente información, y una vez descubiertos, él y sus hombres entran en el escondite de Sao Feng para asesinar a los piratas allí presentes, incluyendo a las asistentes de Sao Feng. En mitad de la refriega descubre información sobre los planes de Will con Sao Feng.
Tras esto Mercer informa a Beckett de la situación de la hermandad de los piratas y los planes de Will, Sao Feng y Barbosa. Cuando Beckett traiciona a Sao Feng, Mercer se hace con la custodia de la Perla Negra y el Empress, pero los piratas se amotinan en contra de él y los agentes de la compañía. Mercer intenta detener a los piratas pero Barbosa interviene y lo ataca, logrando huir antes de que lo asesinen saltando al agua.
Una vez que el Almirante James Norrington muere, Beckett asigna a Mercer la custodia del Holandés Errante y Davy Jones junto con algunos soldados para que estos lo protejan de un posible motín. No obstante, cuando los piratas se enfrentan contra la Armada británica y La Compañía de las Indias Orientales, los agentes que protegían a Mercer mueren. Davy Jones aprovecha la oportunidad, estrangulando a Mercer con sus tentáculos y finalmente quitándole la llave de su cofre.